# Панюхин, Валентин Павлович
Валентин Павлович Панюхин (10 октября 1944 — 15 января 1994) — советский хоккеист. Мастер спорта СССР.

## Биография
В 12 лет дебютировал в детском ХК СК «Красный Октябрь». В сезоне 1962/63, в составе «Крыльев Советов», завоевал бронзовую медаль молодёжного первенства СССР по хоккею. В том же сезоне дебютировал в основном составе «Крыльев Советов». Следующий сезон начал в СКА (Калинин), но после расформирования команды в декабре 1963 года с рядом других игроков перешёл в СКА Ленинград. Там провёл 14 сезонов, в 431 матче чемпионата СССР забросил 210 шайб. Входил в тройку нападения Александр Кудияш/Дмитрий Копченов — Панюхин — Юрий Глазов.
Считался одним из сильнейших хоккеистов Ленинграда. По словам одноклубника Константина Меньшикова, «больше всех пил и лучше всех играл». До 2013 года был обладателем клубного рекорда по количеству проведённых подряд матчей — 197.
Приглашался во вторую сборную СССР, в сборную Советской Армии. Включён в символическую сборную Ленинграда 1947—1974 годов.
Окончил Военный институт физической культуры, преподавал в Высшем военном училище в Петродворце.
Умер 15 января 1994 года от инфаркта.

## Достижения
- Бронзовый призёр чемпионата СССР — 1971[6].
- Финалист Кубка СССР (2) — 1968, 1971[6].
- Обладатель Кубка Шпенглера (2) — 1970, 1971[7].
- Победитель Спартакиады дружественных армий (в составе сборной Вооруженных сил СССР) (2) — 1970, 1975[8].
- Бронзовый призёр чемпионата СССР среди молодёжных команд — 1963[1]
- Лучший снайпер СКА (Ленинград) в чемпионатах СССР — 210 шайб[9]

## Память
24 сентября 2004 года Валентин Панюхин был введён в Галерею славы хоккейного клуба СКА. Штандарт с его портретом и номером 8, под которым он играл в СКА, поднят под своды Ледового дворца в Санкт-Петербурге.